# Ravermoon
Ravermoon est une série de bande dessinée d'heroic fantasy scénarisée par Sylvain Cordurié, dessinée par Léo Pilipovic et colorisée par Élodie Jacquemoire. Ses trois volumes ont été publiés par Soleil entre 2010 et 2015.
Cette série met en scène le mage Gillian qui, accompagné de sa sœur Raver, cherche à découvrir qui a massacré tous ses collègues Manieurs du Temps dans leur cité d'Ylgaard.

## Historique de publication
Ravermoon était initialement prévue en quatre tomes. Mais face aux manques de succès, elle s'est finie en trois tomes.

## Personnage

### Raver
Surnommée "Ravermoon". Sœur de Gillian, c'est une combattante et mercenaire redoutable. Elle revient de Tildyr, d'où elle était exilée, pour aider son frère.

### Gillian
Gillian est le frère de Raver. Il est marié à Shanleigh, avec qui il a deux garçons : Tellis et Cynagg. Il fait partie des manieurs du temps.

### Le Régent Rhomdal
il règne sur le Sikhor.

### Ornelas
capitaine des chevaliers de Tournefer. Il est ami avec Raver et Gillian, et héberge ce dernier dans sa propriété pour le protéger après le massacre des Manieurs du Temps.

## Les albums
- Ravermoon, Soleil :

1. La Promesse des flammes, 2010  (ISBN 9782302015821)[3],[4].
2. Les Germes du mal, 2011  (ISBN 9782302016354).
3. Le Feu dévorant, 2015  (ISBN 9782302043534)[5]

- Ravermoon (intégrale), Les Sculpteurs de bulles, 2015  (ISBN 979-10-92486-20-9).

### Lien web
- « Ravermoon », sur bedetheque.com.